# Långviktjärnen, Norrbotten
Långviktjärnen är en sjö i Kalix kommun i Norrbotten och ingår i Kalixälvens huvudavrinningsområde.